# Prignac
Pour les articles homonymes, voir Prignac (homonymie).
Prignac est une commune française située dans le département de la Charente-Maritime, en région Nouvelle-Aquitaine.

## Géographie

### Localisation
Prignac est un village de Saintonge qui  jouxte par le sud Matha et se trouve à 15 km à vol d'oiseau au nord de Cognac (Charente), à 24 km ,au nord-est de Saintes, 18 km au sud-ouest de Saint-Jean-d'Angély et 45 km au nord-ouest d'Angoulême.
La commune se trouve dans la zone d'emploi de Cognac et le bassin de vie de Matha.

### Communes limitrophes
Les communes limitrophes sont  Courcerac, Matha, Mons et Thors.
|           | Matha   |       |
| Courcerac | Prignac | Thors |
|           | Mons    |       |

### Géologie et relief
La superficie de la commune est de 6,77 km2 ; son altitude varie de 16  à   3 mètres.

### Hydrographie

Carte hydrographique et des infrastructures de transport de la commune.

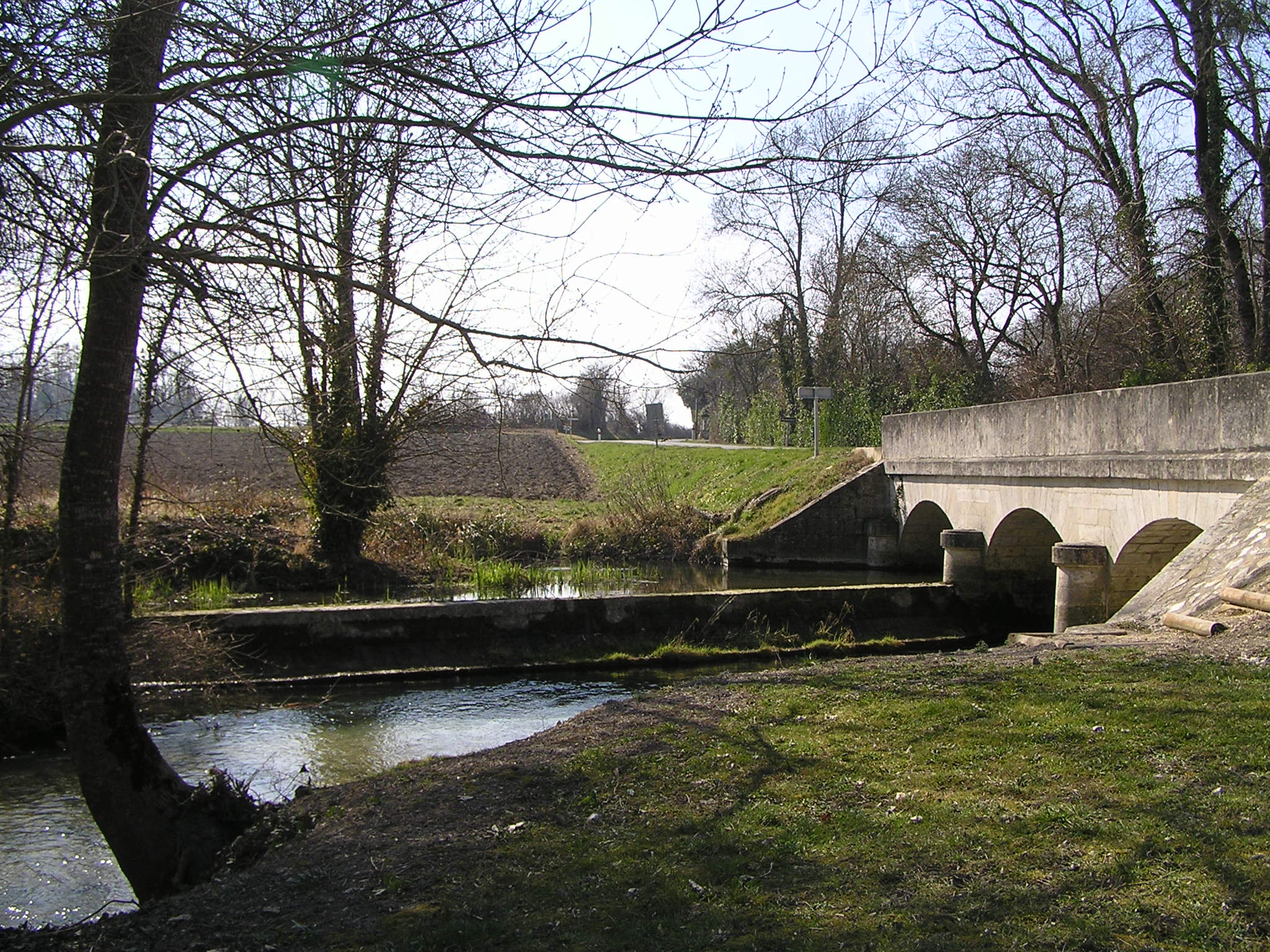
La confluence du Briou et de l'Antenne.

La commune est drainée par l'Antenne, un affluent en la rive droite du fleuve la Charente, qu'elle rejoint en aval de la ville de Cognac.
La Veine du Sause constitue la limite nord-ouest du territoire communal, qui est également drainé par la Node et le Brioui.

### Milieux naturels et biodiversité

#### Réseau Natura 2000
Le réseau Natura 2000 est un réseau écologique européen de sites naturels d'intérêt écologique élaboré à partir des directives habitats et oiseaux, constitué de zones spéciales de conservation (ZSC) et de zones de protection spéciale (ZPS).
Le site Natura 2000 de la vallée de l’Antenne, qui comprend une partie du territoire communal, est une zone spéciale de conservation située en Charente-Maritime et en Charente, dans la vallée de l’Antenne, affluent de rive droite de la Charente. Il couvre l’ensemble de la rivière et la majeure partie de ses affluents, dont le Briou.
Il a été proposé en mars 1999 pour 1 173 ha et validé le 12 février 2004 pour 1 208 ha.
La vallée a été intégrée comme site Natura 2000 car elle abrite sept habitats naturels d’intérêt communautaire et que sont présentes dix-neuf espèces d’intérêt communautaire dont certaines sont jugées prioritaires : le vison d'Europe, des chauves-souris (chiroptères), et un insecte, la rosalie des Alpes.

#### Zones naturelles d'intérêt écologique, faunistique et floristique

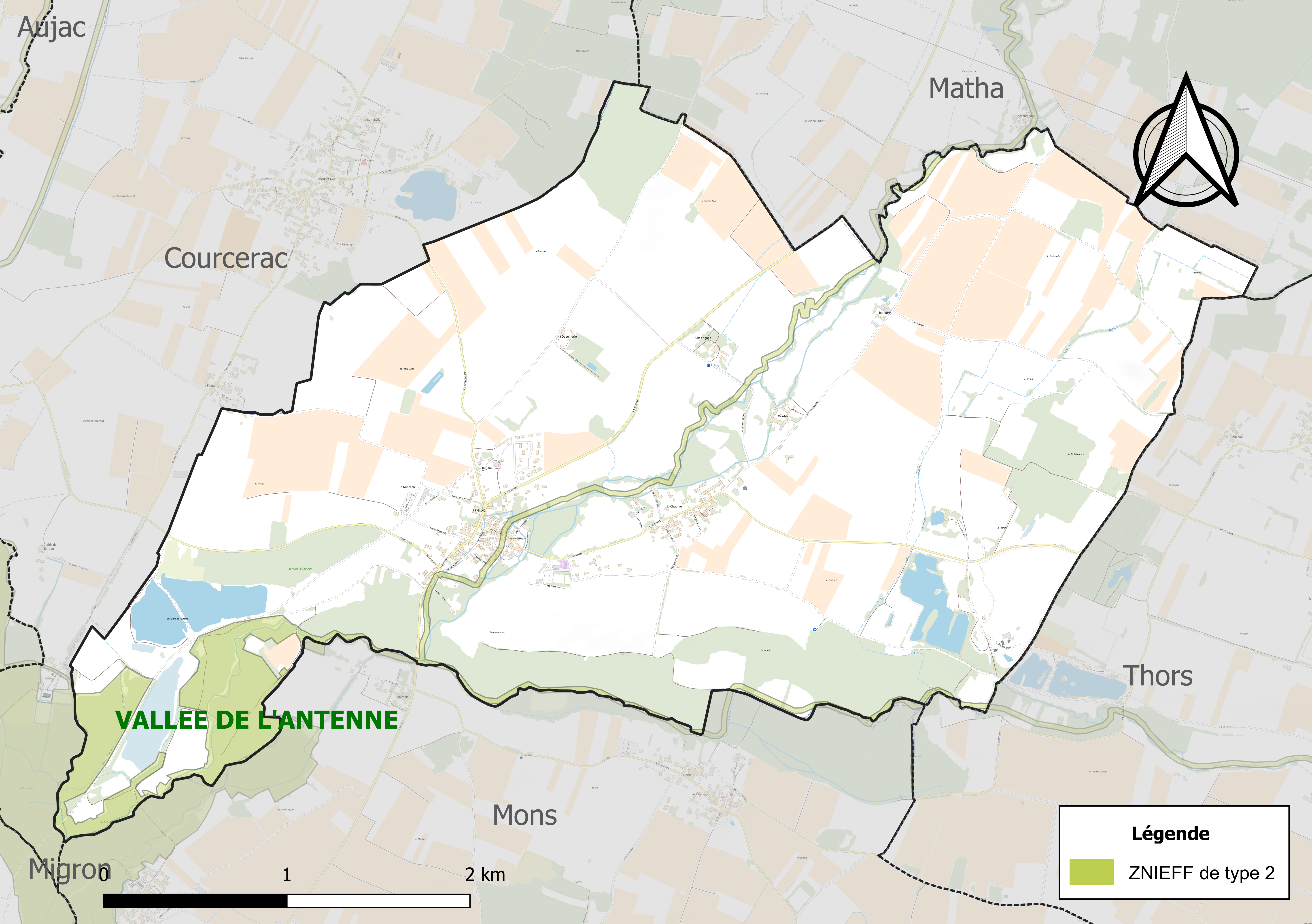
Carte de la ZNIEFF de type 2 sur la commune.

L’inventaire des zones naturelles d'intérêt écologique, faunistique et floristique (ZNIEFF) a pour objectif de réaliser une couverture des zones les plus intéressantes sur le plan écologique, essentiellement dans la perspective d’améliorer la connaissance du patrimoine naturel national et de fournir aux différents décideurs un outil d’aide à la prise en compte de l’environnement dans l’aménagement du territoire.
La Vallée de l'Antenne est également cataloguée comme  ZNIEFF de type 2.

## Urbanisme

### Typologie
Au 1er janvier 2024, Prignac est catégorisée commune rurale à habitat dispersé, selon la nouvelle grille communale de densité à 7 niveaux définie par l'Insee en 2022.
Elle est située hors unité urbaine et hors attraction des villes,.

### Occupation des sols

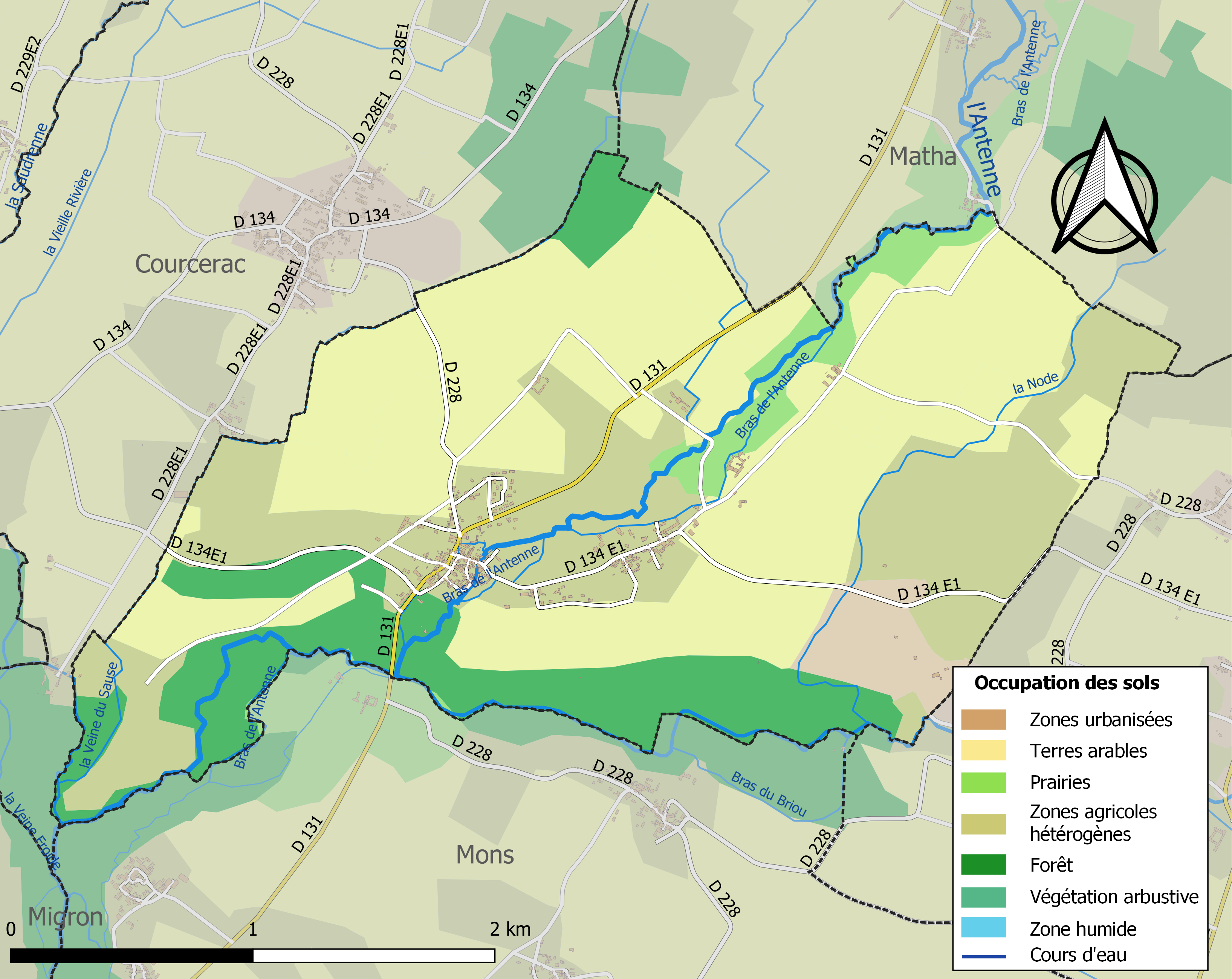
Carte des infrastructures et de l'occupation des sols de la commune en 2018 (CLC).

L'occupation des sols de la commune, telle qu'elle ressort de la base de données européenne d’occupation biophysique des sols Corine Land Cover (CLC), est marquée par l'importance des territoires agricoles (80,4 % en 2018), en augmentation par rapport à 1990 (79,5 %). La répartition détaillée en 2018 est la suivante : 
terres arables (32,3 %), zones agricoles hétérogènes (28,5 %), forêts (16,4 %), cultures permanentes (15,3 %), prairies (4,3 %), mines, décharges et chantiers (3,3 %). L'évolution de l’occupation des sols de la commune et de ses infrastructures peut être observée sur les différentes représentations cartographiques du territoire : la carte de Cassini (XVIIIe siècle), la carte d'état-major (1820-1866) et les cartes ou photos aériennes de l'IGN pour la période actuelle (1950 à aujourd'hui).

### Habitat et logement
En 2021, le nombre total de logements dans la commune était de 154, alors qu'il était de 151 en 2016 et de 139 en 2011.
Parmi ces logements, 90,2 % étaient des résidences principales, 3,3 % des résidences secondaires et 6,5 % des logements vacants. Ces logements étaient pour 99,3 % d'entre eux des maisons individuelles et pour 0,7 % des appartements.
Le tableau ci-dessous présente la typologie des logements à Prignac en 2021 en comparaison avec celle de la Charente-Maritime et de la France entière. Une caractéristique marquante du parc de logements est ainsi la faible proportion des résidences secondaires et logements occasionnels (3,3 %) par rapport au département (22,3 %) et à la France entière (9,7 %).
| Typologie                                               | Prignac | Charente-Maritime | France entière |
| ------------------------------------------------------- | ------- | ----------------- | -------------- |
| Résidences principales (en %)                           | 90,2    | 70,9              | 82,2           |
| Résidences secondaires et logements occasionnels (en %) | 3,3     | 22,3              | 9,7            |
| Logements vacants (en %)                                | 6,5     | 6,8               | 8,1            |

### Risques naturels et technologiques
Le territoire de la commune de Prignac est vulnérable à différents aléas naturels : météorologiques (tempête, orage, neige, grand froid, canicule ou sécheresse), inondations et séisme (sismicité modérée). Il est également exposé à un risque technologique,  le transport de matières dangereuses. Un site publié par le BRGM permet d'évaluer simplement et rapidement les risques d'un bien localisé soit par son adresse soit par le numéro de sa parcelle.

#### Risques naturels
Certaines parties du territoire communal sont susceptibles d’être affectées par le risque d’inondation par débordement de cours d'eau, notamment l'Antenne et le Briou. La commune a été reconnue en état de catastrophe naturelle au titre des dommages causés par les inondations et coulées de boue survenues en 1982, 1999 et 2010,.

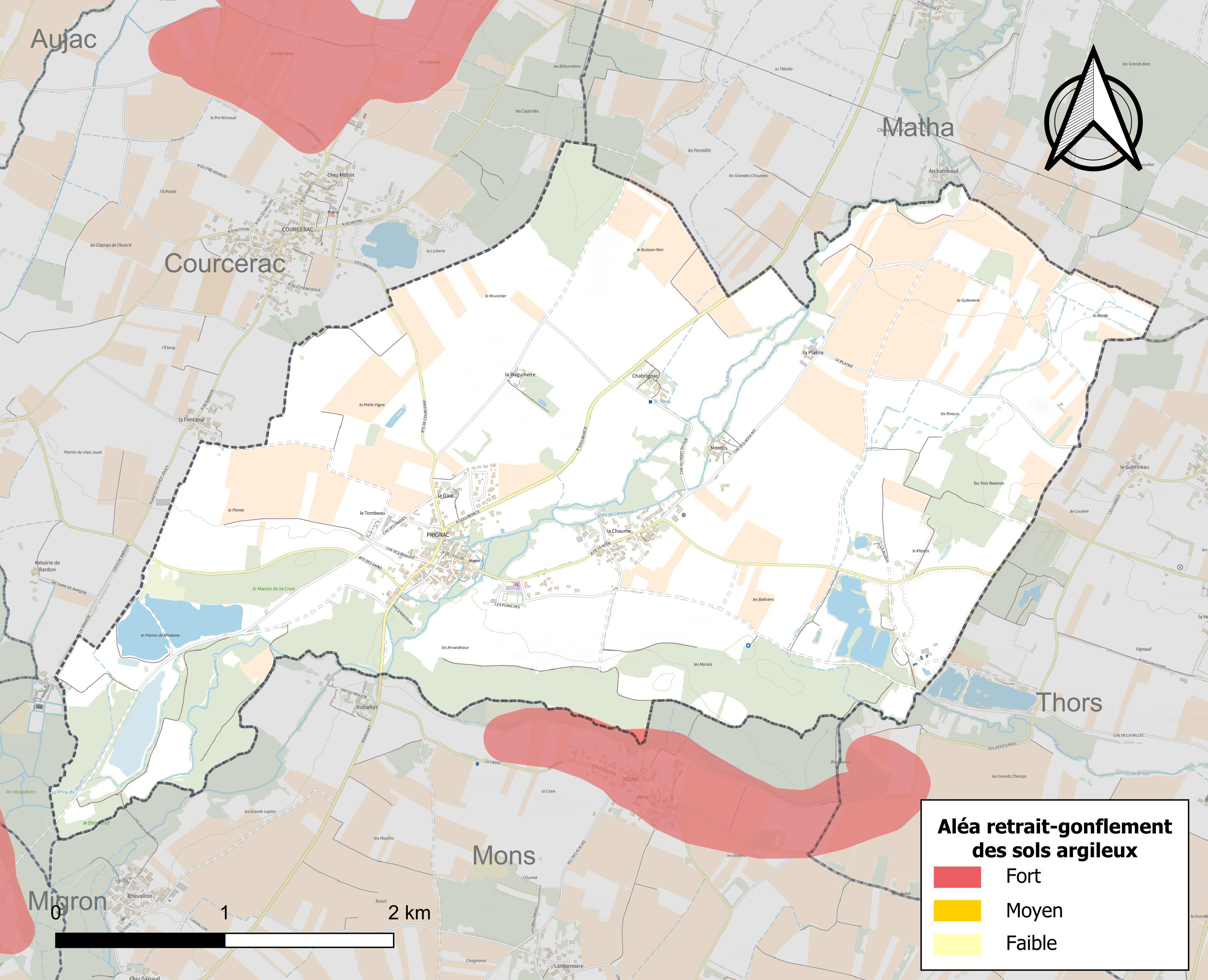
Carte des zones d'aléa retrait-gonflement des sols argileux de Prignac.

Le retrait-gonflement des sols argileux est susceptible d'engendrer des dommages importants aux bâtiments en cas d’alternance de périodes de sécheresse et de pluie. 0,1 % de la superficie communale est en aléa moyen ou fort (54,2 % au niveau départemental et 48,5 % au niveau national). Sur les 164 bâtiments dénombrés sur la commune en 2019,  aucun n'est en aléa moyen ou fort, à comparer aux 57 % au niveau départemental et 54 % au niveau national. Une cartographie de l'exposition du territoire national au retrait gonflement des sols argileux est disponible sur le site du BRGM,.
Par ailleurs, afin de mieux appréhender le risque d’affaissement de terrain, l'inventaire national des cavités souterraines permet de localiser celles situées sur la commune.
Concernant les mouvements de terrains, la commune a été reconnue en état de catastrophe naturelle au titre des dommages causés par la sécheresse en 2005 et par des mouvements de terrain en 1999 et 2010.

#### Risques technologiques
Le risque de transport de matières dangereuses sur la commune est lié à sa traversée par une ou des infrastructures routières ou ferroviaires importantes ou la présence d'une canalisation de transport d'hydrocarbures. Un accident se produisant sur de telles infrastructures est susceptible d’avoir des effets graves sur les biens, les personnes ou l'environnement, selon la nature du matériau transporté. Des dispositions d’urbanisme peuvent être préconisées en conséquence.

## Toponymie
Le toponymes est issu d'un nom de propriétaire gallo-romain Prunius, ou Prinius, suivi du suffixe -acum.

## Histoire
L'état des paroisses de 1686 nous apprend que la paroisse du Prignac a pour seigneur Jacques-Henry de Pons, marquis de La Case, seigneur de Thors, gouverneur de Cognac, comporte 62 feux et que la terre, marécageuse, y est de peu de rapport.

## Politique et administration

### Rattachements administratifs et électoraux

#### Rattachements administratifs
La commune se trouve depuis 1943 dans l'arrondissement de Saint-Jean-d'Angély du département de la Charente-Maritime.
Elle faisait partie depuis 1793 du canton de Matha. Dans le cadre du redécoupage cantonal de 2014 en France, cette circonscription administrative territoriale a disparu, et le canton n'est plus qu'une circonscription électorale.

#### Rattachements électoraux
Pour les élections départementales, la commune fait partie depuis 2014 d'un nouveau canton de Matha porté de 25 à 63 communes.
Pour l'élection des députés, elle fait partie de la troisième circonscription de la Charente-Maritime.

### Intercommunalité
Prignac était membre de la communauté de communes du Pays de Matha, un établissement public de coopération intercommunale (EPCI) à fiscalité propre créé fin 1993  et auquel la commune avait transféré un certain nombre de ses compétences, dans les conditions déterminées par le code général des collectivités territoriales.
Conformément aux prescriptions de la loi de réforme des collectivités territoriales du 16 décembre 2010, qui a prévu le renforcement et la simplification des intercommunalités et la constitution de structures intercommunales de grande taille, celle-ci a fusionné avec ses voisines pour former, le 1er janvier 2014, la communauté de communes dénommée Vals de Saintonge Communauté, dont est désormais membre la commune.

### Liste des maires
| Période                                  | Période                        | Identité            | Étiquette | Qualité                    |
| ---------------------------------------- | ------------------------------ | ------------------- | --------- | -------------------------- |
| Les données manquantes sont à compléter. |                                |                     |           |                            |
|                                          |                                |                     |           |                            |
| 1797                                     | 1806                           | M. David            |           |                            |
| 1806                                     | 1820                           | François Maurin     |           |                            |
| 1820                                     | 1833                           | Joseph de Bonnegens |           |                            |
| 1833                                     | 1844                           | François Maurin     |           |                            |
| 1844                                     | 1848                           | François Etourneau  |           |                            |
| 1848                                     | 1854                           | Jean Etourneau      |           |                            |
| 1854                                     | 1862                           | Pierre Drahonnet    |           |                            |
| 1862                                     | 1882                           | Jean Cruchon        |           |                            |
| 1882                                     | 1888                           | Amédée Hard         |           |                            |
| 1888                                     | 1892                           | Louis Lamiraud      |           |                            |
| 1892                                     | 1908                           | Aimé Peuchaud       |           |                            |
| 1908                                     | 1912                           | Arthur Wan Pers     |           |                            |
| 1912                                     | 1919                           | Ulysse Cruchon      |           |                            |
| 1919                                     | 1925                           | Gustave Mesnard     |           |                            |
| 1925                                     | 1956                           | Arthur Berthonneau  |           |                            |
| 1956                                     | 1971                           | Antonin Guillot     |           |                            |
| 1971                                     | 1983                           | Maurice Ballotte    |           |                            |
| 1983                                     | 2008                           | Jacques Fouasseau   |           |                            |
| 2008                                     | 2023,                          | Yves-Luc Gaillard   | DVD       | Agriculteur Démissionnaire |
| mars 2023                                | En cours (au 30 novembre 2023) | Bruno Mapal         |           | Entrepreneur               |

## Population  et société
Les habitants sont appelés les Prignacais et les Prignacaises.

### Démographie
L'évolution du nombre d'habitants est connue à travers les recensements de la population effectués dans la commune depuis 1793. Pour les communes de moins de 10 000 habitants, une enquête de recensement portant sur toute la population est réalisée tous les cinq ans, les populations de référence des années intermédiaires étant quant à elles estimées par interpolation ou extrapolation. Pour la commune, le premier recensement exhaustif entrant dans le cadre du nouveau dispositif a été réalisé en 2004.

En 2022, la commune comptait 286 habitants, en évolution de −4,35 % par rapport à 2016 (Charente-Maritime : +4,04 %, France hors Mayotte : +2,11 %).
| 1793 | 1800 | 1806 | 1821 | 1831 | 1836 | 1841 | 1846 | 1851 |
| ---- | ---- | ---- | ---- | ---- | ---- | ---- | ---- | ---- |
| 413  | 431  | 318  | 421  | 452  | 429  | 424  | 403  | 464  |

| 1856 | 1861 | 1866 | 1872 | 1876 | 1881 | 1886 | 1891 | 1896 |
| ---- | ---- | ---- | ---- | ---- | ---- | ---- | ---- | ---- |
| 462  | 453  | 436  | 416  | 405  | 377  | 361  | 350  | 355  |

| 1901 | 1906 | 1911 | 1921 | 1926 | 1931 | 1936 | 1946 | 1954 |
| ---- | ---- | ---- | ---- | ---- | ---- | ---- | ---- | ---- |
| 344  | 322  | 296  | 278  | 279  | 254  | 259  | 255  | 270  |

| 1962 | 1968 | 1975 | 1982 | 1990 | 1999 | 2004 | 2006 | 2009 |
| ---- | ---- | ---- | ---- | ---- | ---- | ---- | ---- | ---- |
| 269  | 280  | 276  | 268  | 260  | 256  | 284  | 306  | 275  |

| 2014 | 2019 | 2022 | - | - | - | - | - | - |
| ---- | ---- | ---- | - | - | - | - | - | - |
| 297  | 294  | 286  | - | - | - | - | - | - |

## Culture locale et patrimoine

### Lieux et monuments
- Tumulus de la Cabane Rouge : tumulus arasé visible uniquement par photographie aérienne se composant d'un enclos allongé entouré de structures circulaires[26].

## Pour approfondir